# Gambir (Giacarta)
Gambir è un sottodistretto (in indonesiano: kecamatan) di Giacarta Centrale, in Indonesia. Vi si trovano molto edifici storici di epoca coloniale. Il distretto è inoltre la sede politica e amministrativa della città. Palazzo Merdeka, residenza ufficiale del Presidente della Repubblica, il Museo Nazionale di Indonesia, Piazza Merdeka con il Monumento Nazionale si trovano in questo distretto.

## Suddivisioni
Il distretto è suddiviso in sette villaggi amministrativi (in indonesiano: kelurahan):
- Gambir
- Kebon Kelapa
- Petojo Selatan
- Duri Pulo
- Cideng
- Petojo Utara